# Оказіоналізм (філософія)
Оказіоналізм — релігійно-ідеалістичний напрям західноєвропейської філософії 17 ст.

## Суть
Вирішував поставлене Рене Декартом питання про взаємовідношення душі і тіла. 
Представники оказіоналізму Й. Клауберг та А. Гейлінкс вважали, що між фізичними та психічними явищами немає безпосереднього зв'язку, що тіло — «лише знаряддя дії бога на душу людини».